# ホンダ・RA271
ホンダ・RA271は、ホンダがF1世界選手権に参戦するために開発した日本初のフォーミュラ1カー。1964年（昭和39年）第6戦ドイツGPでデビューし、同シーズンの3戦のみに使用された。
"RA"とはレーシング・オートモービル (Racing Automobile) を意味する。

## 概要

### 開発の経緯
2輪レースの世界で成功を収めたホンダは、4輪メーカーとして市場参入を果たした1963年（昭和38年）に、F1世界選手権への参戦を目途にエンジンの開発を開始した。横置きV型12気筒を前提とし、同年中頃から最初のエンジンとなるRA270Eのベンチテストを始めた。当初はエンジン供給のみを予定し、同年秋にチーム・ロータスの打診を受け、改良を加えたRA271Eを翌1964年シーズン初戦のモナコGPから供給するよう準備を進めた。
1月にはエンジン評価用のシャシーRA270によって鈴鹿サーキットでの実走行テストが繰り返されたが、開幕直前になってロータスとの提携が一方的にキャンセルされたため、ホンダは新チーム体制の構築とともに急遽シャーシを開発した。8月2日決勝のドイツGPに目標を定め、6月中旬に完成したRA271は荒川テストコースでの簡単なチェックを経て、7月にザンドフールトでロニー・バックナムによりシェイクダウンされた。
なお、RA270の設計者である馬場利次によれば、ロータスへのエンジン供給という話に関係なく、ホンダは最初から独自参戦を目指しており、RA270と並行するように別チームでRA271シャーシの開発が進められていたという。

### 特徴

#### シャーシ
RA271の特徴としてはモノコックボディと、ストレスマウントの採用が挙げられる。
エンジンをシャシーの構造部材（ストレスメンバー）の一つとして使うストレスマウントは、当時レーシングカーにおける最先端の技術だった。RA271ではV12エンジンを横置きで使用するという独特のレイアウト上、リアサスペンションをマウントするためのフレームを置くスペースが取れなくなってしまった関係で、シャシーデザイナーの佐野が苦肉の策で採用したものだった。当時はまだF1でもパイプフレームもしくはモノコックの中にエンジンを収めるのが一般的であったため、ストレスマウントを採用したRA271は驚きをもって迎えられた。ただし、完全なストレスマウントではなく、モノコックの後ろにパイプ組みのサブフレームを取り付けて補強していた。
アルミ合金製モノコックもロータス・25（1962年）に始まる新技術だった。ホンダは主にシャシーの軽量化を目的としていたが、当時の日本ではまだ薄板の加工技術が未発達で、佐野が入手できたのは最薄で1.6ミリ厚の鉄板がやっとだった。エンジンもかなり大型だったため、初戦のドイツGPの時点で車重は約525 kgと、当時のレギュレーション上の最低重量である450 kgを大幅にオーバーしていた。
サスペンションは前後とも車体側にダンパーユニットを置くインボードタイプ（フロントはロッキングアーム、リアはプッシュロッド）。リアサスペンションは上が逆Aアーム、下がIアームという通常とは逆の構成だった。

#### エンジン

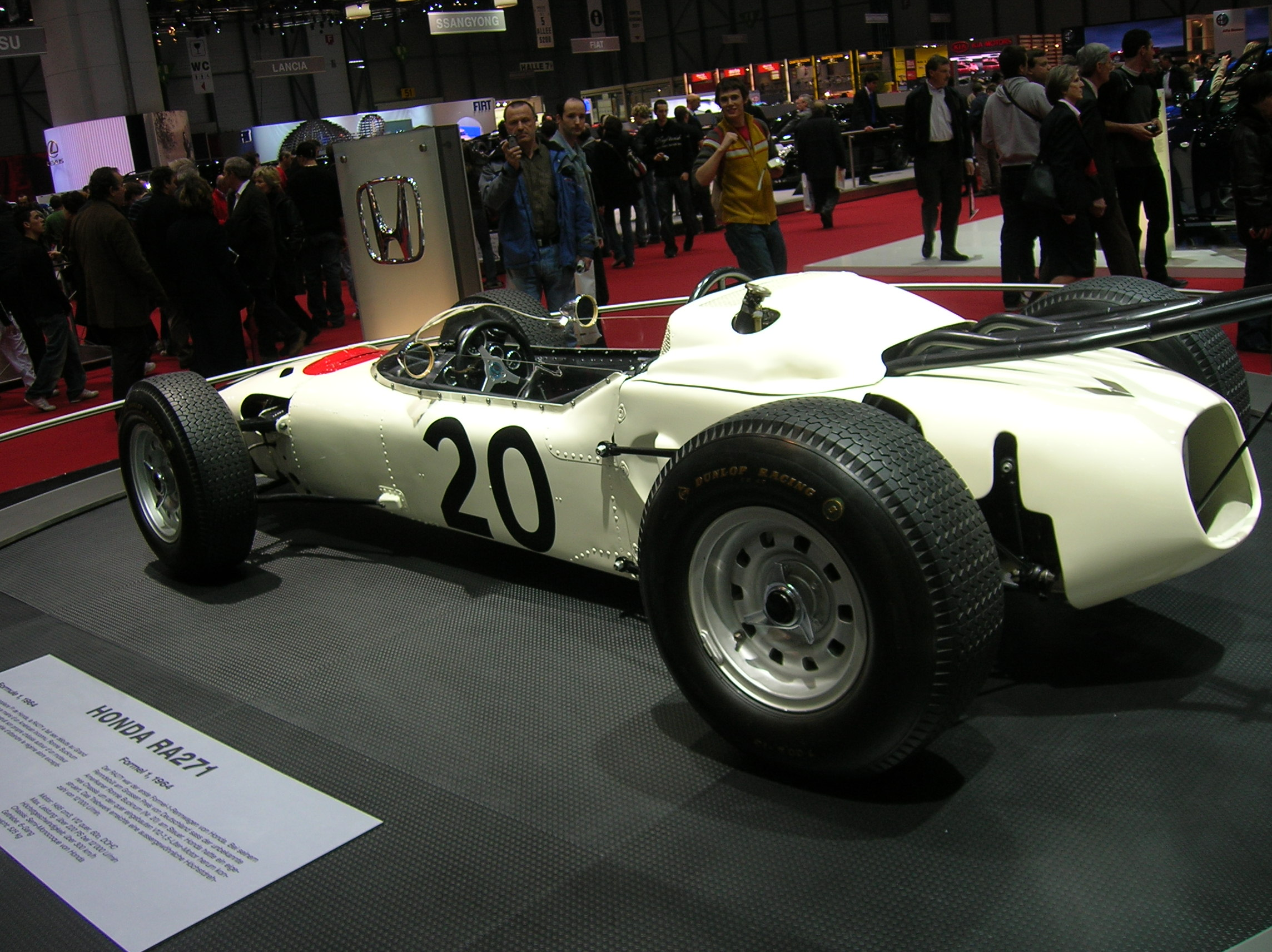
RA271のリアビュー

横置きレイアウトが示すように、RA271Eエンジンのコンセプトはオートバイ用エンジンの延長上に設定され、高回転・高出力を目指した。12という気筒数も「125 cc (×12) はモーターサイクルで手慣れた排気量だ」という計算があった。1.5リッター時代の主流はV8エンジンであり、マルチシリンダーを採用したのはフェラーリとホンダのみで、その精巧なメカニズムは注目を集めた。
構造はV型6気筒を2基連ねたような形で、組み立て式クランクシャフトの中央から出力を取り出すセンター・テイクオフ方式だった。1気筒あたり4バルブのレイアウトは当時どのメーカーも採用していなかった。エキゾーストパイプは3本をひとつにまとめ、計4本を上下2本ずつ振り分けた。
出力は12,000回転で220馬力超を発生し、他メーカーよりも20 - 30馬力ほど高かったが、せっかくのパワーも車重と相殺され、ほとんどその効果を発揮できなかった。
ギアボックスもオートバイ同様にエンジン本体と一体化した構造を採用していた。これは横置きによる重量バランスの不均一に伴う、運転性の悪化に配慮したためだったが、実戦ではギアレシオを変更するたびにいちいちエンジンを下ろさねばならず、しかもエンジンにマウントされていたリアサスペンションもその都度アライメントの再調整が必要となり、整備性は著しく悪かった。
イタリアGP以降は、燃料噴射装置を搭載して一応は安定したエンジン性能を発揮できるようになったが、それに伴い発熱量が増加したため、今度はシャシー側の冷却性能不足が表面化した。監督の中村らは現地でオイルクーラーの増設などによりこれを乗り切ろうとしたが、本田宗一郎の意向で冷却系を含む配管は全て金属製となっていたため、現地でこれを加工し配管を変更するのは非常に難しく、結局中村らは増設を断念。このためイタリアGP・アメリカGPの残り2戦で、バックナムはいずれもオーバーヒートによりリタイアした。根本的な冷却系の性能改善は翌年のRA272まで待つこととなる。

## スペック

### シャーシ
- シャーシ名 RA271
- ボデイ形式 軽合金モノコックおよびパイプ連結
- 全長 3,710 mm
- 全幅 1,625 mm
- 全高 800 mm
- ホイールベース 2,300 mm
- 前トレッド 1,300 mm
- 後トレッド 1,350 mm
- 燃料タンク 130 L
- サスペンション形式 ダブルウィッシュボーン
- ブレーキ ダンロップ製ディスクブレーキ
- タイヤ ダンロップ
- マシン重量 525 kg

### エンジン
- エンジン名 RA271E
- 気筒数・バンク角 V型12気筒・60度
- ボア × ストローク 58.1 mm × 47 mm
- 排気量 1,495 cc
- 冷却方式 水冷
- バルブ形式 DOHC 4バルブ
- 燃料供給装置 12連京浜気化器 / ホンダ製吸入管連続噴射式
- 燃料・潤滑油 BP
- 最高回転数 14,000 rpm
- 最大馬力 220 PS

## エピソード

### ナショナルカラー
1960年代当時、F1マシンの塗装は厳然とナショナルカラーを用いることが守られていた。最初に鈴鹿を走ったRA270は、本田宗一郎の意向で金箔をイメージしたゴールドに塗装されており、RA271もゴールド色での出走を希望したが、ゴールドは当時すでに南アフリカ共和国のナショナルカラーと決められていたため、監督の中村がFIAと折衝した結果、第2希望のアイボリーホワイトに、西ドイツのシルバーと判別を容易にするため赤い日の丸を描き入れることになった。

### ホンダミュージック
RA271Eには、初戦こそ12連キャブレターが用いられたものの、シリンダー毎の性能のばらつきが目に余るため、次戦のイタリアGPでは早々に自社製の低圧燃料噴射装置に置き換えられた。安定を得た1.5 ℓ V12エンジンは、高回転と高い全開率が要求されるモンツァでホンダ独特のエキゾーストノートを発しストレートを駆け抜け、ジャーナリスト達はこれを「ホンダミュージック」と名付けて伝えた。

## F1における全成績
(key) （太字はポールポジション）
| 年     | チーム             | エンジン               | タイヤ | ドライバー         | 1   | 2   | 3   | 4   | 5   | 6   | 7   | 8   | 9   | 10  | ポイント | 順位 |
| ------ | ------------------ | ---------------------- | ------ | ------------------ | --- | --- | --- | --- | --- | --- | --- | --- | --- | --- | -------- | ---- |
| 1964年 | ホンダ・レーシング | ホンダ RA271E 1.5L V12 | D      |                    | MON | NED | BEL | FRA | GBR | GER | AUT | ITA | USA | MEX | 0        | NC   |
| 1964年 | ホンダ・レーシング | ホンダ RA271E 1.5L V12 | D      | ロニー・バックナム |     |     | WD  |     |     | 13  |     | Ret | Ret |     | 0        | NC   |